# Герлах I (Лимбург)
Герлах I фон Лимбург (на немски: Gerlach I von Limburg, Gerlach von Ysenburg; * пр. 1227, † януари 1289, Шварцвалд) е основател на род Лимбург и от 1258 г. господар на град Лимбург на Лан и няколко села наоколо.

## Биография
Той е син на Хайнрих I фон Изенбург (* ок. 1160; † ок. 1227), господар на Изенбург в Клееберг, и Ирмгард фон Бюдинген († сл. 1220), дъщеря на Хартман фон Бюдинген († сл. 5 декември 1195), и сестра на Герлах II фон Бюдинген (ок. * 1157; † 1245), който няма син.
След смъртта на баща му ок. 1227 г. Герлах I управлява Изенбург заедно с брат си Хайнрих II. От 1247 г. Герлах има титлата „господар на Лимбург“ (Herrn von Limburg). На 22 май 1258 г. наследството на фамилията Изенбург се разделя. Герлах получава владетелството над Лимбург, Хайнрих II получава графството Изенбург.
От пътуването му в Италия Герлах довежда францискански монаси и основава през 1232 г. манастир. Той се включва при противниците на Хоенщауфените и крал Рудолф Хабсбургски. Герлах вероятно участва през 1243/44 г. в ограбването на град Вормс.
През 1279 г. жителите на град Лимбург въстават и изгонват Герлах от града. След дълги преговори той може да се върне в замък Лимбург си и го престроява. Той участва на 5 юни 1288 г. със зет си крал Адолф от Насау и Хайнрих I фон Вестербург в битката при Воринген. Те помагат на брата на Хайнрих, архиепископът на Кьолн Зигфрид фон Вестербург, против херцог Йохан I от Брабант и претърпяват загуба.
Герлах I фон Лимбург умира през 1289 г. по време на военен поход на крал Рудолф Хабсбургски в Шварцланд. Синът му Йохан I поема управлението в Лимбург.

## Фамилия
Герлах е женен за Имагина фон Близкастел (* ок. 1233; † сл. 13 ноември 1267, или 1281), дъщеря на граф Хайнрих фон Близкастел († 1237) и Агнес фон Сайн († 1259). Те имат най-малко пет деца:
- Йохан I (* 1266, † 29 септември 1312), господар на Лимбург в Лимбург, женен I. за Елизабет фон Геролдсек, II. за Уда фон Равенсберг († 1313)
- Герлах II фон Грайфенщайн, жени се между 1267 и 1273 г. за дъщеря от фамилията Хахенбург
- Хайнрих фон Изенбург-Лимбург(*?, † 1279/80), женен за Аделхайд фон Диц († сл. 1293)
- Агнес (* ок. 1288, † 1319), омъжена през юли 1267 г. за Хайнрих I фон Вестербург († 1288, Воринген)
- Имагина (* ок. 1260, † 29 септември 1318, манастир Кларентал, Висбаден), омъжена за граф Адолф от Насау (1250 – 1298), римско-немска кралица от 1292 до 1298 г.